# (500573) 2012 UA79
(500573) 2012 UA79 es un asteroide perteneciente al cinturón de asteroides descubierto el 14 de octubre de 2012 por el equipo del Spacewatch desde el Observatorio Nacional de Kitt Peak, Arizona, Estados Unidos.

## Designación y nombre
Designado provisionalmente como 2012 UA79.

## Características orbitales
2012 UA79 está situado a una distancia media del Sol de 3,125 ua, pudiendo alejarse hasta 3,601 ua y acercarse hasta 2,649 ua. Su excentricidad es 0,152 y la inclinación orbital 4,227 grados. Emplea 2018,46 días en completar una órbita alrededor del Sol.

## Características físicas
La magnitud absoluta de 2012 UA79 es 16,2. 